# Antidesma fruticosum
Antidesma fruticosum är en emblikaväxtart som först beskrevs av João de Loureiro, och fick sitt nu gällande namn av Johannes Müller Argoviensis. Antidesma fruticosum ingår i släktet Antidesma och familjen emblikaväxter.
Artens utbredningsområde är Vietnam. Inga underarter finns listade i Catalogue of Life.